# Личное дело (фильм, 1932)
«Личное дело» — советский чёрно-белый немой фильм режиссёров братьев Васильевых, снятый на киностудии «Ленсоюзкино» в 1932 году. Вышел на экраны 24 апреля 1932 года.
Другое название — «Тревожные гудки».
Фильм считается утраченным. Сохранились отдельные монтажные срезки.

## Сюжет

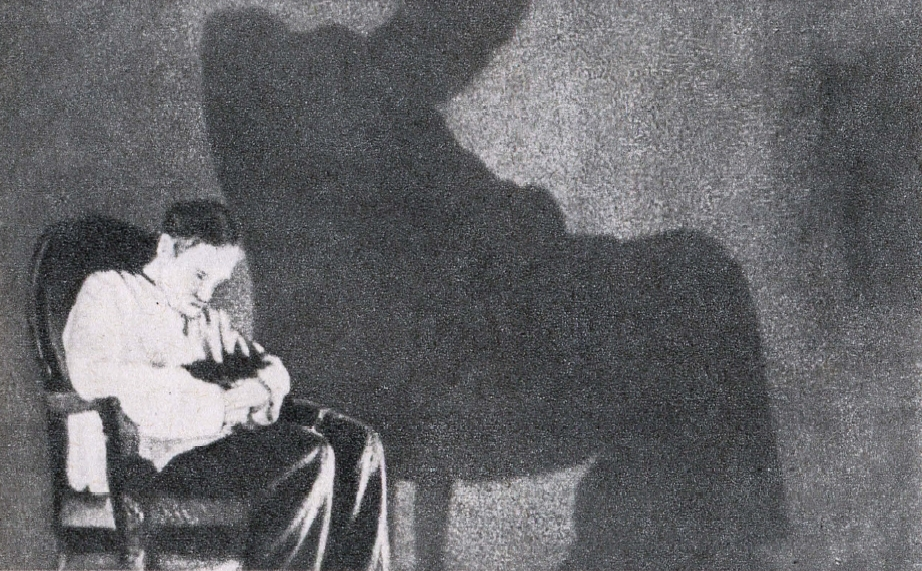
Николай Ходотов в фильме «Личное дело» (1932)

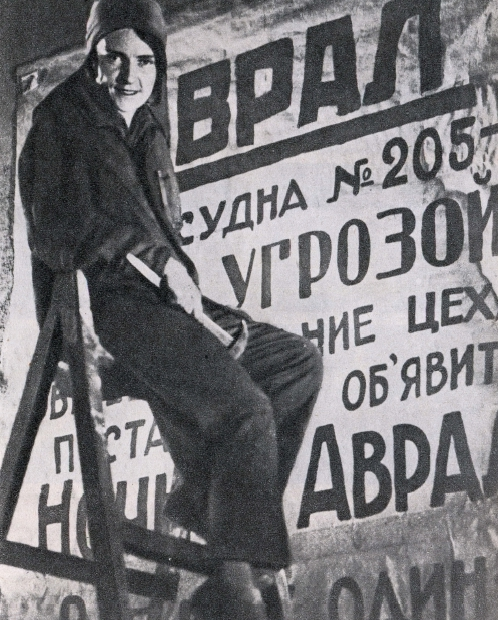
Варвара Мясникова в фильме «Личное дело» (1932)

Фёдор Кузьмич Штуков работает мастером на судостроительном заводе. Одновременно он является звонарём в церкви. Это вызывает насмешки молодёжи и возмущение его дочери-комсомолки.
Механический цех задержал спуск судна. На заводе объявлен аврал. Он совпал с кануном Пасхи. Ночь мастер Штуков проводит на колокольне. В его отсутствие начальник цеха Курдюмов поставил к станку своего знакомого Николая. Тот испортил судовой винт.
Необходимо отлить новую заготовку, при этом на заводе иссякли запасы металла. Один из рабочих предлагает отлить заготовку из церковного колокола. Мастер Штуков поддерживает это предложение. Судно в срок спускается на воду.

## В ролях
- Николай Ходотов — Фёдор Кузьмич Штуков, мастер
- Варвара Мясникова — Анна Штукова
- Константин Назаренко — Костя
- Всеволод Семёнов — Курдюмов, начальник цеха
- П. Эльский — Николай
- Григорий Боровков — инженер
- Касим Мухутдинов — директор
- Анна Оржицкая — богомолка
- Е. Лужский — дядя Вася
- Андрей Апсолон — Гриша

## Съёмочная группа
- Сценарист — Александр Чирков
- Режиссёры — братья Васильевы
- Оператор — Святослав Беляев
- Художники — Семён Мейнкин, Павел Зальцман
- Директор группы — И. Титов

## Критика

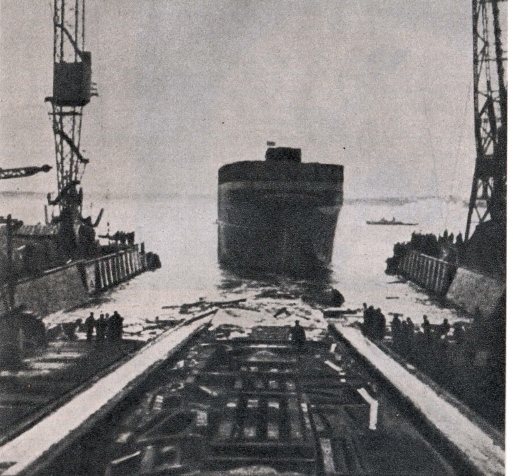
Спуск корабля в фильме «Личное дело» (1932)

Киновед Николай Лебедев в «Очерках советского кино» утверждал, что в этом фильме «Васильевы сосредотачивают внимание не на изобразительно-монтажных комбинациях, а на образах людей».
Кинокритик Дмитрий Писаревский подробно рассмотрел фильм в статье. Он писал: «В картине соседствуют, не противореча друг другу, казалось бы, стилистически полярные решения. С одной стороны, сочность бытописания. С другой — образы, идущие от поэтического кино, с его увлечением типажностью». Д. Писаревский также отмечал при анализе фильма, что «оператор С. Беляев … отлично снял фильм».
Д. Писаревский критиковал сценарий фильма: «Стоило кому-нибудь из персонажей додуматься, что для пуска судна можно использовать металл „запоротого“ винта, и — стержневой конфликт картины попросту не состоялся бы».